# قاطعة التفاح

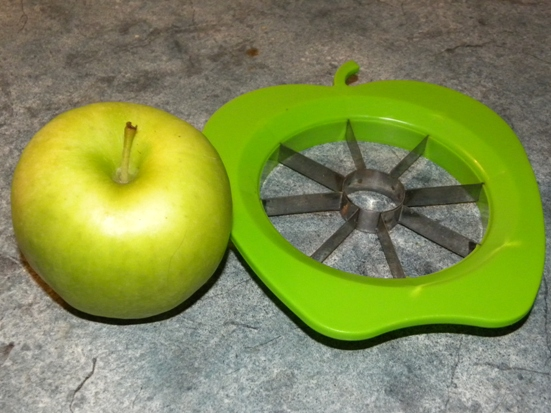

قاطعة التفاح هي أداة لتقطيع التفاح ويمكن أستخدامها أيضاً للبصل أو السفرجل والكمثرى أو البصل وكذلك يمكن استخدامها للعديد من الفواكه الأخرى .
دائرية الشكل وتحتوي عادة على 8 ثقوب وثقب دائري في المنتصف للتخلص من بذور التفاح .